# Лицей имени Н. В. Гоголя (Кишинёв)
Лице́й  — среднее учебное заведение города Кишинёва с обучением на русском языке. Было основано М. В. Карчевским в 1901 году как частное реальное училище и воссоздано в 1946 году как средняя общеобразовательная школа № 37. В 1999 году школа приобрела статус лицея.

## История
В 1901 году Михаил Викентьевич Карчевский открыл в Кишинёве частное реальное училище, ставшее вторым учебным заведением подобного типа в городе. По воспоминаниям одного из учеников, попасть в него было проще, чем в казённое, кроме того, училище Карчевского отличалось более демократичной атмосферой: «Не было резкого деления на богатых и бедных, не чувствовалось национальной розни и угнетающей муштры, дышалось легче и свободнее. Среди преподавателей было немало опытных, с прогрессивными для того времени взглядами. Они не налегали на зубрежку, а старались заинтересовать учащихся предметом и передать им свои знания». Среди таких преподавателей называется и сам Карчевский, ведший химию и ботанику. В 1906—1913 годах в училище обучался будущий военачальник И. Э. Якир. В год выпуска Якира училище Карчевского было закрыто по причине «неблагонадёжности».
В 1946 году в здании бывшего училища Карчевского была открыта средняя общеобразовательная школа № 37. Повторным основателем учебного заведения и его многолетним директором стал В. А. Китаев, впоследствии в школе был создан посвящённый ему музей. В 1952 году школе было присвоено имя Н. В. Гоголя. В советское время школа признавалась одной из лучших в Кишинёве в учебно-воспитательной работе и считалась достаточно престижной (в частности, в ней училась дочь первого секретаря ЦК КП Молдавской ССР И. И. Бодюла Наталья — будущий художник и режиссёр-мультипликатор). Среди прочих учеников школы дипломат А. М. Кадакин, журналист Ю. С. Голигорский, интеллектуал, журналист и переводчик И. С. Мальский, галерист М. А. Гельман (не окончил) и др.
В 1999 году школа № 37 получила статус лицея и стала называться Лицеем имени Н. В. Гоголя. В 2009 году в лицее прошёл первый слёт учебных заведений имени Н. В. Гоголя Молдовы, в котором приняли участие лицеи из Бельц, Бессарабки и Кишинёва. В 2011 году в лицее был открыт Учебно-методический центр русского языка для учителей русской словесности и учёных-русистов. Совет центра возглавил известный молдавский филолог В. Н. Костецкий. В 2012 году в рамках реорганизации учебных заведений Молдовы произошло объединение лицея и средней школы № 85, при этом школа № 85 фактически была закрыта.

## Общие сведения
Лицей рассчитан на 1560 учебных мест (по собственным данным один из самых крупных лицеев Кишинёва с русским языком обучения). По состоянию на 2022-2023 учебный год количество учащихся всех ступеней лицея составляет 1480 человек.
Согласно положению о лицеях в Республики Молдова имеет три ступени: начальная школа — с 1 по 4 классы, гимназия — с 5 по 9 классы, лицей — с 10 по 12 классы. Обучение проводится по двум профилям — реальному (техническому) и гуманитарному. Выпускники 12-го класса заканчивают лицей с общеобразовательным дипломом и с дипломом бакалавра, а выпускники девятого могут дополнительно получить диплом об окончании музыкально-хорового класса, позволяющий продолжить обучение в музыкальных вузах. Для польской и немецкой диаспор в Кишинёве в лицее открыты польские и немецкие классы с обучением на русском языке, в которых дополнительно изучаются языки и культура упомянутых стран. В лицее проводятся Республиканские олимпиады по русскому языку и литературе, развита самодеятельность.

## Художественные коллективы на базе лицея
В 1980-е годы был создан учителем музыки Валерием Юрьевичем Колыгановым хор «Сонор» — лауреат городских, республиканских, всесоюзных и международных конкурсов. Хор побывал во многих городах и республиках Советского Союза, а также в Италии, Швеции, Великобритании, Германии, Франции. На базе хора были созданы первые в Молдавии музыкально-хоровые классы, где дети могли не только петь, но и играть на музыкальных инструментах. В настоящее время существуют вокальные и вокально-инструментальные ансамбли «Бригантина», «Театр песни», «Раффаэлло» и «Ымпреунэ».

## Директора
- 1901—1913 — Михаил Викентьевич Карчевский, российский почвовед, естествоиспытатель, педагог. Основатель учебного заведения.
- 1946—1976 — Всеволод Алексеевич Китаев.
- 1977—1987 — Вериада Алексеевна Унгуряну.
- 1987—1999 — Валентина Николаевна Шлыкова.
- 1999—2019 — Таисия Васильевна Аникьева[6].
- 2019— н.в. — Марина Валентиновна Салтановская[18].